# 28436 Davesawyer
28436 Davesawyer è un asteroide della fascia principale. Scoperto nel 1999, presenta un'orbita caratterizzata da un semiasse maggiore pari a 2,2112460 au e da un'eccentricità di 0,1030825, inclinata di 4,93308° rispetto all'eclittica.